# Routevník
Routevník (Callianthemum) je rod rostlin z čeledi pryskyřníkovité (Ranunculaceae).

## Popis
Jedná se o vytrvalé jednodomé byliny s podzemními oddenky. Lodyhy jsou chudě větvené nebo nevětvené. Přízemní listy jsou řapíkaté, zpravidla vícenásobně zpeřené. Lodyžní listy jsou krátce řapíkaté až přisedlé, jinak podobné přízemním. Květy jsou oboupohlavné, jednotlivé na vrcholu stonku nebo větve, v počtu jeden až několik málo na rostlinu. Kališních lístků je většinou 5. Korunních lístků bývá 5–18.Tyčinek je mnoho. Opylování pomocí hmyzu (entomogamie). Gyneceum je apokarpní, pestíků je mnoho. Plodem je nažka, nažky jsou uspořádány v souplodí. Někdy jsou tyto nažky interpretovány jako jednosemnné měchýřky.

## Rozšíření
Je známo asi 12 druhů, které jsou přirozeně hlavně v horách Asie. V Evropě se vyskytují pouhé 3 druhy, a to routevník koriandrolistý (Callianathemum coriandrifolium), dále to je endemit severovýchodních vápencových Alp Callianthemum anemonoides a endemit jižních italských Alp Callianthemum kernerianum.

## Druhy
- Callianthemum alatavicum - hory Asie
- Callianthemum anemonoides - endemit severovýchodních vápencových Alp
- Callianthemum angustifolium - hory Asie
- Callianthemum coriandrifolium - hory jižní až střední Evropy
- Callianthemum farreri - hory Číny
- Callianthemum hondoense - endemit Japonska
- Callianthemum kernerianum - endemit jižních italských Alp
- Callianthemum miyabeanum - endemit Japonska
- Callianthemum pimpinelloides - hory Asie
- Callianthemum taipaicum - hory Číny
- a možná další